# Echinocereus poselgeri

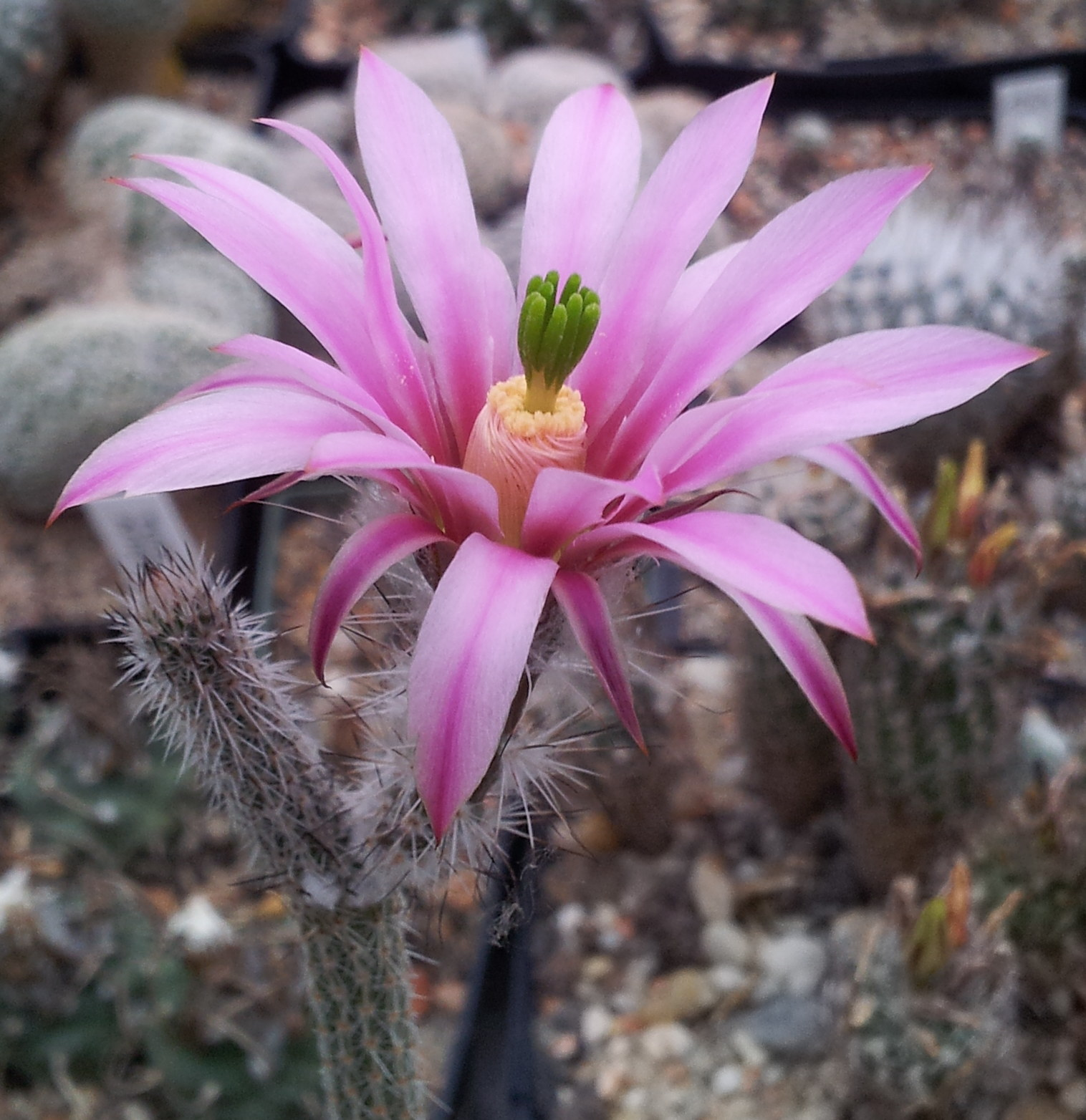
Blüte von Echinocereus poselgeri

Echinocereus poselgeri ist eine Pflanzenart in der Gattung Echinocereus aus der Familie der Kakteengewächse (Cactaceae). Das Artepitheton poselgeri ehrt den deutschen Arzt, Chemiker und Botaniker Heinrich Poselger (1818–1883), der von 1849 bis 1851 in Nordamerika sukkulente Pflanzen sammelte. Englische Trivialnamen sind „Dahlia Cactus“, „Lead Pencil Cactus“, „Pencil Cactus“ und „Sacasil“.

## Beschreibung
Echinocereus poselgeri wächst meist mit mehreren spreizklimmenden Trieben und bildet einen knolligen, dahlienähnlichen  Wurzelstock aus. Die dunkel blaugrünen schlanken und zylindrischen Triebe verjüngen sich zu ihrer Spitze. Sie sind 60 bis 120 Zentimeter lang und weisen Durchmesser von 1 bis 2 Zentimeter auf. Es sind acht bis zehn niedrige und unauffällige Rippen vorhanden, die nicht gehöckert sind. Der einzelne leicht abgeflachte, dunkle Mitteldorn weist zur Triebspitze hin und ist bis zu 9 Millimeter lang. Die acht bis 16 weißlichen oder gräulichen Randdornen besitzen eine dunklere Spitze und sind  2 bis 4,5 Millimeter lang.
Die trichterförmigen Blüten sind etwas rosamagentafarben. Sie erscheinen manchmal endständig, in der Regel jedoch in der Nähe der Triebspitzen, sind bis zu 6 Zentimeter lang und erreichen Durchmesser bis zu 7 Zentimeter. Die dunkelgrünen bis braunen Früchte sind eiförmig und mit ausdauernder Wolle sowie Dornen besetzt.

## Verbreitung, Systematik und Gefährdung
Echinocereus poselgeri ist in den Vereinigten Staaten im Süden des Bundesstaates Texas sowie in den mexikanischen Bundesstaaten Coahuila, Durango, Nuevo León, Tamaulipas und San Luis Potosí in tiefen Lagen in sandigem Boden verbreitet. Anderen Autoren zufolge kommt die Art in Durango nicht vor.
Die Erstbeschreibung durch Charles Lemaire wurde 1868 veröffentlicht. Nomenklatorische Synonyme  sind Cereus poselgeri (Lem.) J.M.Coult. (1896) und Wilcoxia poselgeri (Lem.) Britton & Rose (1909). Die Art gehört zur Sektion Wilcoxia.
In der Roten Liste gefährdeter Arten der IUCN wird die Art als „Least Concern (LC)“, d. h. als nicht gefährdet geführt.

## Nachweise